# Næseblod
 Denne artikel bør gennemlæses af en person med fagkendskab for at sikre den faglige korrekthed.

Næseblod er en blødning, som er forbundet med hul på et eller flere blodkar i næsen, næsehulen eller bihulerne.
Næseblod optræder ofte i forbindelse med slag som rammer næsen. Blodårevæggene i næseslimhinderne er i sig selv relativt tynde, så at enkelte kan få blodspor eller blødning af at pudse næsen for voldsomt. 